# 이재원 (1831년)
완림군 이재원(完林君 李載元, 1831년 10월 13일 ~ 1891년 2월 19일)은 조선 후기의 문신이자 왕족으로 자는 순팔(舜八), 시호는 효정(孝貞), 본관은 전주이다. 남연군의 장손이자 고종과 흥친왕, 완은군의 사촌 형이며, 흥선대원군의 조카이다. 순종의 당숙이다. 1853년(철종 4년) 정시문과(庭試文科)에 병과로 급제하여 관직에 올라 삼사와 성균관 대사성을 지내고, 고종 즉위 후 도승지, 대사헌, 이조참판, 예조와 형조의 판서 등을 역임했다. 1874년 흥선대원군 실각 후에도 계속 관직에 있었고, 1884년 갑신정변 당시에는 한때 영의정에 임명되기도 했다.
그는 생전에는 일반 문신이었지만 사후 사도세자가 왕으로 추존되면서 왕족으로 편입되었다. 그는 숙종의 서3남 연령군의 후손으로 장조의 서2남 은신군(恩信君)의 증손이며, 흥녕군 이창응(興寧君 李昌應)의 양아들로 계동궁(桂洞宮) 사손(嗣孫)이었다. 문신으로 일생을 마쳤으나 1898년 고조부 장조가 사도세자에서 왕으로 추봉되면서 왕족에 편입되어 사후 완림군으로 추봉되었다.

## 생애

### 생애 초반
조선 후기의 왕족으로 본관은 전주, 휘는 재원(載元), 자는 순팔(舜八)이다. 장조의 서2남 은신군(恩信君)의 증손이며, 남연군 이구(南延君 李球)의 손자이며, 고종황제의 종형이다. 아버지는 흥녕군 이창응(興寧君 李昌應)이며, 생부는 흥완군 이정응(興完君 李晸應)이다. 본래는 인조의 셋째 아들 인평대군의 후손이었으며 호적상으로는 능창대군의 후손이 된다. 그러나 할아버지 남연군 이구가 순조 때, 아들 없이 사망한 은신군의 양자가 되면서 왕족이 되었다. 은신군은 사도세자의 셋째 서자로 친왕손이었으나, 숙종의 서3남 연령군의 양자 낙천군이 후사 없이 사망하면서 그의 양자가 되면서 다시 연령군의 후손도 된다. 부인은 정경부인 청송심씨(貞敬夫人 靑松沈氏)와 정경부인 수원김씨(貞敬夫人 水原金氏)이다. 특히, 심우영(沈愚永)의 딸인 정경부인 청송심씨는 효종의 부마 청평도위 심익현(靑平都尉 沈益顯)의 5대손으로 고종 때 내무독판을 지내고 일제강점기 때 자작을 하사받은 민영휘(閔泳徽)의 이모이다.
한성부 북부(北部) 관광방(觀光坊) 계동(桂洞)의 계동궁(桂洞宮)에서 태어났으며 이후 계동궁에서 살았다. 계동궁은 그의 집이자 연령군, 은신군의 제사를 모셨다.
음서로 관직에 올랐다. 1848년(헌종 15년) 5월 영릉참봉(英陵參奉)에 임명되었으나 1개월만에 사퇴하였다. 1850년 12월 선릉참봉(宣陵參奉)에 임명되었다.
1853년(철종 4년) 2월 철종이 친히 춘당대(春塘臺)에서 주관한 응제 때, 부(賦)에서 1등하였으므로 특별히 직부전시의 명을 받았다. 또한 철종은 그가 은신군 가문의 사람이라는 것을 알고 겹경사라 하여 은신군 사판에 승지를 보내 치제하게 했다.

### 관료 생활
1853년(철종 4년) 정시문과(庭試文科)에 병과로 급제, 1854년 사헌부 지평이 되고, 1855년 사헌부 장령이 되었다. 이후 홍문관 응교, 1857년 홍문관 교리, 성균관 사성을 거쳐 빈전 도감 당상(殯殿都監堂上)이 되었다. 이후 성균관 대사성 등을 지내고 1863년 3월 이조참의가 되었다. 그해 7월 성균관 대사성을 거쳐 그해 말 행 호군(行護軍)으로 전임되었다.
고종 즉위 후 흥선대원군이 집권하자 중용되어 1864년(고종 1년) 1월 동지경연사(同知經延事)로 승진, 1월 12일에는 승진 기념으로 자신의 집안에 내려오던 면세전(세금이 면제된 토지)을 임금에게 바쳤다. 그러자 바로 행 승정원 도승지에 임명되었다.
이후 그해 3월 승정원 도승지·사헌부 대사헌(司憲府大司憲), 4월 종친부 유사당상·동지돈녕부사(同知敦寧府事)·이조참판을 거쳐 1864년 홍문관 부제학 · 동지춘추관사 · 규장각 직제학을 역임하고, 1865년 1월 다시 도승지가 되었다가 규장각 직제학을 거쳐 1865년 8월 공조판서가 되었다. 9월에는 연생전(延生殿)의 서사관이 되었다. 그 뒤 예조판서·형조판서를 거쳐 1866년 한성부판윤으로 부임하였다. 다시 내직으로 돌아와 이조판서·공조판서·의정부 우찬성을 역임하였다. 1867년 예조판서가 되었다. 1868년 흥선대원군이 경복궁을 중건 할 때에는 종정경으로 영건도감제조(營建都監提調)를 겸임하였다. 그 뒤 외직인 수원부 유수로 나갔다가 되돌아와 1871년 이조판서·판의금부사·병조판서 등을 지내고 다시 한성부판윤으로 나아갔다.
1874년 11월 숙부 흥선대원군이 실각하였으나 이재원은 별다른 정치색을 드러내지 않았으므로 계속 관직에 있을 수 있었다. 1876년 평안도 관찰사, 이어 경기도 관찰사 · 광주부 유수 · 강화부 유수 등 외직을 전전하였다. 1879년 공조판서가 되고 1880년 예조 판서, 판돈녕부사를 거쳐 1881년 초 다시 강화부 유수로 나갔다가 그 해에 통리기무아문의 개편에 따라 군무사당상경리사(軍務司堂上經理事)에 임명, 교련국(敎鍊局)에 배치되어 신식 군사 훈련을 담당하였다. 1882년 이조판서를 거쳐 1884년 병조판서가 되었다.

### 생애 후반
1884년 초 이조판서를 거쳐 병조판서에 임명되었다. 1884년 10월 갑신정변 때 그는 김옥균, 박영효, 서재필 등과 내통하지는 않았지만 왕실에 호의적이었던 일부 개화파에 의하여 좌의정에 임명되고, 곧 영의정에 추대되었다. 그러나 3일만에 정변이 실패하면서 관직을 사퇴하였다. 그러나 갑신정변 때 영의정에 추대된 일은 처벌받지 않았고, 곧 영의정 심순택과 여흥 민씨 외척을 중심으로 하는 수구파 정권에 의하여 이조판서에 임용되었다. 1885년 독판내무부사(督辦內務府事), 1887년 7월에는 예조판서에 임명되었으나 불응하여 한때 충청도 평택현에 유배되었다가 곧 풀려나 판돈녕부사(判敦寧府事)에 제수되었다. 1887년에는 흥선대원군의 사주를 받은 신기선(申箕善)이 고종을 이어시키려 하자 그에 연루되었으나 혐의점이 없어 추국을 받지는 않았다.
1887년 9월 석방되어 다시 판돈녕부사에 임명되었으나 쉽게 응하지 않았다. 1888년 4월 교태전(交泰殿)의 현판 서사관(懸板書寫官)이 되었다. 그해 7월 이조판서를 거쳐 그해 한성부 판윤으로 나갔고, 1890년 11월 판의금부사를 거쳐 1891년 종정경, 판돈녕부사에 이르렀다. 그해 2월 병세가 위독하여 왕이 어의(御醫)를 시켜 약물을 보내 간호하게 하였으나, 차도가 없이 그해 2월 19일에 사망하였다. 저서로는 《입조록 (立朝錄)》이 있다. 사망 당시 그의 나이 향년 61세였다.

### 사후
1891년 3월 효정(孝貞)의 시호가 추서되었다. 1898년 고조부 사도세자가 왕으로 추존되면서 왕의 자손 4대를 승습하는 제도에 의하여, 1899년 9월 21일 군의 작위를 받고 완림군(完林君)으로 추봉되었다. 1899년 상보국숭록대부에 추증되었다.
시신은 경기도 광주군 언주면 압구정(서울특별시 강남구 압구정동) 계좌에 안장되었다.

## 저서
- 《입조록 (立朝錄)》

## 가족관계
흥완군의 아들로 후사 없이 일찍 죽은 흥녕군의 양자로 들어갔다. 그가 흥녕군의 양자가 되면서 후사가 없는 아버지 흥완군은 다시 조선 선조(宣祖)의 아홉째 아들 경창군(慶昌君)의 8대손 이신응의 아들 이을경을 양자로 삼아 완순군이라 하였다.
- 조부: 남연군 이구(南延君 李球, 1788년 - 1836년)
- 조모: 군부인 여흥 민씨
- 아버지(양부): 흥녕군 이창응(興寧君 李昌應, 1809년 - 1828년)
- 어머니(양모): 임천 조씨
- 아버지(생부): 흥완군 이정응(興完君 李晸應, 1815년 - 1848년)
- 어머니(생모): 대구 서씨(1810년 2월 23일 - 1834년 2월 28일), 군수 서탁수(徐鐸修)의 딸, 생전에는 군부인이었고 사후 정경부인에 추증되었다.
- 어머니(생 계모): 순천 박씨(1818년 2월 3일 - 1888년 8월 7일), 박해익(朴海翊)의 딸, 생전에 군부인에서 정경부인의 봉작을 받았다.
  - 양 동생: 완순군 이재완(完順君 李載完, 1855년 - 1922년)
- 부인: 정경부인 청송 심씨(貞敬夫人 靑松沈氏, 1831년 1월 7일 - 1877년 11월 17일), 심우영(沈愚永)의 딸, 효종의 부마 청평도위 심익현(靑平都尉 沈益顯)의 5대손, 영의정 심지원(沈之源)의 6대손, 내무독판 · 일제 자작 민영휘(閔泳徽)의 이모
  - 딸: 전주 이씨
  - 사위: 청송 심씨 심상만(沈相萬) - 대사성 심희순(沈熙淳)의 아들, 증 비서승 심정우(沈正愚)의 손자, 대제학 영의정 심상규(沈象奎)의 증손, 대사성 · 장례원 소경 · 홍릉 제조 · 기로소 비서장
  - 딸: 전주 이씨
  - 사위: 조준호(趙駿鎬)
- 부인: 정경부인 수원 김씨(貞敬夫人 水原金氏, 1859년 1월 15일 ~ ?), 감역 김기헌(金基憲)의 딸
  - 딸: 전주 이씨
  - 사위 : 신일균(申一均)
  - 아들: 이기용(李埼鎔, 1889년 - 1961년) - 일제 자작, 일제 귀족원(상원) 의원

## 같이 보기
- 흥완군
- 흥인군
- 흥녕군
- 완순군
- 남연군
- 흥친왕
- 완영군